# Hnojník (stacja kolejowa)
Hnojník – stacja kolejowa w Gnojniku, w kraju morawsko-śląskim, w Czechach. Przystanek znajduje się na wysokości 360 m n.p.m..

## Historia
Stacja kolejowa została otwarta 1 czerwca 1888 roku gdy znalazła się na linii Kolei Miast Morawsko-Śląskich, łączącej Morawy i Śląsk Cieszyński. Wówczas powstał budynek dworcowy architektury austriackiej. W latach 1898–1917 na stacji funkcjonowała waga wagonowa. W latach 1938–1939 funkcjonowała jako stacja graniczna po stronie polskiej, w związku z tym prowadzona była odprawa paszportowa. W 1958 roku została poprowadzona bocznica magazynów rezerw materiałowych. Sterowanie ruchem pociągów od sierpnia 1984 roku jest realizowane przy wykorzystaniu urządzeń przekaźnikowych oraz semaforów świetlnych. Na terenie stacji została zlokalizowana rampa ładunkowa. Kasa biletowa została zlikwidowana w grudniu 2019 roku z przyczyn ekonomicznych. Przed budynkiem dworcowym zlokalizowano przystanek autobusowy umożliwiający dojazd do okolicznych miejscowości. Od dworca został poprowadzony szlak turystyczny na Kotarz. 